# Super-Homem: Paz na Terra
Super-Homem - paz na Terra é um romance gráfico estadunidense criado por Paul Dini (roteiro) e Alex Ross (arte). Foi publicado pela DC Comics em 1998 e conta a história da tentativa do herói Superman de utilizar seu poder para alimentar todas as populações famintas pelo mundo, porém ele acaba encontrando mais resistência do que apoio. 

## No Brasil
Em 1999, a história foi publicada pela Abril Jovem, no ano seguinte, ganhou o Troféu HQ Mix de "melhor edição especial".
Em 2007, a Panini Comics publicou a história no álbum de luxo Os Maiores Super-Herois Do Mundo.